# Fred Williamson
Fred Williamson (* 5. März 1938 in Gary, Indiana) ist ein US-amerikanischer Schauspieler, Regisseur und ehemaliger Footballspieler.
Williamson begann eine Karriere als Footballspieler in den 1950er-Jahren an der Northwestern University. Im Jahr 1960 spielte er als Profi für die Pittsburgh Steelers in der National Football League (NFL). Ein Jahr später wechselte er in die neue American Football League (AFL), wo er für die Oakland Raiders und die Kansas City Chiefs spielte. In den Jahren 1961, 1962 und 1963 gehörte er dem AFL All-Star Team an. Mit den Chiefs gewann er das AFL Championship Game 1966 gegen die Buffalo Bills mit 31:7.
Er begann seine Schauspielkarriere Ende der 1960er-Jahre im amerikanischen Fernsehen mit Gastrollen in verschiedenen Serien. 1970 hatte er seinen ersten Auftritt als Schauspieler im Film M*A*S*H. Es folgten viele Haupt- und Nebenrollen in Film und Fernsehen. In den 1980er-Jahren übernahm Williamson häufig Rollen in italienischen Filmen. Seit Mitte der 1970er-Jahre führt er von Zeit zu Zeit auch Regie in strikt kommerziellen Actionfilmen, in denen er selbst die Hauptrolle innehat. Bis heute hat er so 22 Filme verantwortet.

## Filmografie
- 1969: Raumschiff Enterprise (Fernsehserie, Folge 3.21 Die Wolkenstadt)
- 1970: M*A*S*H
- 1970: Tell Me That You Love Me, Junie Moon
- 1972: Nigger Charley (The Legend of Nigger Charley)
- 1972: Hammer
- 1973: Der Pate von Harlem (Black Caesar)
- 1973: The Soul of Nigger Charley
- 1973: Heiße Hölle Harlem (Hell Up in Harlem)
- 1973: Jefferson Bolt – Reisender in Dynamit (That Man Bolt)
- 1974: Testament in Blei (Crazy Joe)
- 1974: Drei eiskalte Profis (Three the Hard Way)
- 1974: Zwei Fäuste des Himmels (Uomini duri)
- 1974: Detektiv Stone – Dem Rauschgift auf der Spur (Stone)
- 1974: Black Eye
- 1975: Einen vor den Latz geknallt (La parola di un fuorilegge… è legge!)
- 1975: Boss Nigger
- 1975: Bucktown
- 1976: Die Mafia kennt keine Gnade (Mean Johnny Barrows) (& Regie)
- 1976: Adiós Amigo (& Regie)
- 1976: Kein Weg zurück (No Way Back) (& Regie)
- 1976: Die Todesreise (Death Journey) (& Regie)
- 1976: Joshua
- 1977: Mr. Mean (& Regie)
- 1978: Ein Haufen verwegener Hunde (Quel maledetto treno blindato)
- 1978: Blinde Wut (Blind Rage)
- 1981: Gefährliche Zeugen (Cappotto di legno)
- 1981: Streetfighters (Vigilante)
- 1982: The Riffs – Die Gewalt sind wir (1990: I guerrieri del Bronx)
- 1982: Last Fight – Endkampf ums Überleben (Last Fight)
- 1982: Coltfighter (One Down, Two to Go) (& Regie)
- 1983: Metropolis 2000 (I nuovi barbari)
- 1983: Last Warrior - Der Kämpfer einer verlorenen Welt (Warrior of the Lost World)
- 1983: Chicago Cop (The Big Score) (& Regie)
- 1983: White Fire – Der Todesdiamant (White Fire)
- 1984: Fox Trap (Foxtrap) (& Regie)
- 1984: Die Schlacht der Centurions (I guerrieri dell'anno 2072)
- 1984: Giant Killer (Impatto mortale)
- 1986: The Messenger (& Regie)
- 1987: Delta Force Commando
- 1987: The Black Cobra (Black Cobra)
- 1988: Black Cobra II: Einsatz in Manila (Black Cobra II)
- 1989: C.C. Action (The Kill Reflex) (& Regie)
- 1990: The Black Cobra III: Manila Connection (The Black Cobra III)
- 1990: Delta Force Commando II
- 1990: Tödliche Gier (Deadly Intent)
- 1991: Detective Malone
- 1993: Dangerous Action (The Night Caller) (& Regie)
- 1994: Renegade – Gnadenlose Jagd (Renegade, Fernsehserie, Staffel 03, Episode 06)
- 1995: Silent Hunter (& Regie)
- 1996: Original Gangstas (War Zone)
- 1996: From Dusk Till Dawn
- 1997: Night Vision – Der Nachtjäger (Night Vision)
- 1998: Kinder des Zorns 5 – Feld des Terrors (Children of the Corn V: Fields of Terror)
- 1998: John Woo’s Blackjack (Blackjack)
- 1998: PSI Factor – Es geschieht jeden Tag (PSI Factor – Chronicles of the Paranormal, Fernsehserie, 2 Episoden)
- 1999: Active Stealth
- 1999: Whatever it Takes
- 2000: Destination Impact (Submerged)
- 2000: King of B-Movies (The Independent)
- 2001: Payroll – Korrupt bis in den Tod (Down'n'Dirty) (& Regie)
- 2001: Shadow of the Dragon (Shadow Fury)
- 2004: Starsky & Hutch
- 2009: Knight Rider (Fernsehserie, 1 Folge)
- 2010: Shoot The Hero
- 2011: Zombie Apocalypse: Redemption
- 2012: Beyond Control
- 2012: Dropping Evil
- 2013: .357
- 2018: Jackson Bolt
- 2019: VFW
- 2021: The Devil’s Triangle – Das Geheimnis von Atlantis (Devil's Triangle)